# Michail Bulgakov

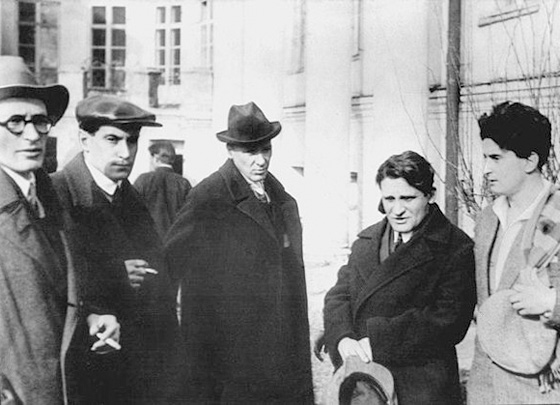
Valentin Katajev a Michail Bulgakov (druhý a třetí zleva) na pohřbu Vladimíra Majakovského

Michail Afanasjevič Bulgakov (Михаил Афанасьевич Булгаков, 15. května 1891 – 10. března 1940) byl ruský a sovětský prozaik, dramatik a lékař první poloviny 20. století.

## Život
Narodil se v Kyjevě jako nejstarší syn Afanasije Bulgakova, profesora teologie, a Varvary Michailovny, bývalé učitelky. Jeho sourozenci bojovali v řadách bílé armády a po občanské válce emigrovali do Paříže. Sám jako polní doktor skončil na Kavkaze, kde začal pracovat jako novinář. I přes svou oblíbenost u stalinského režimu ve 20. letech nesměl Bulgakov emigrovat ani navštívit své bratry na západě.
V roce 1913 se oženil s Taťánou Lappovou. V roce 1916 absolvoval Lékařskou fakultu Kyjevské univerzity a následně působil jako polní doktor v první světové válce. V roce 1921 se přestěhoval do Moskvy. O tři roky později se rozvedl a oženil se s Ljubou Bělozerskou. V roce 1932 se oženil potřetí. Poslední desetiletí svého života pracoval na románu Mistr a Markétka, psal divadelní hry, kritiky, povídky a několik překladů a divadelních přepisů. Většina jeho prací však skončila v šuplíku na několik dalších desetiletí. V roce 1938 napsal dopis Stalinovi, kde požadoval povolení k emigraci. Stalin mu poté zatelefonoval a po domluvě, kdy se Bulgakov rozhodl zůstat, mu bylo nabídnuto místo v MCHAT, které přijal.[zdroj?]
Zemřel roku 1940 na vrozené onemocnění ledvin a byl pohřben na Novoděvičím hřbitově.

## Dílo
V únoru 1925 publikoval v almanachu Nědra (Недра) fantastickou povídku Osudná vejce (v roce 1995 byla zfilmována, režisér Sergej Lomkin) a v červenci 1925 vydal svou první samostatnou knihu povídek Ďábel (Дьяволиада. Рассказы).
Je známý především jako autor románu Bílá garda (Белая гвардия), který napsal v letech 1923–1924 a který byl poprvé uveřejněný roku 1966 a souboru povídek Zápisky mladého lékaře. Na krátký čas byl Stalinovým oblíbeným dramatikem. Stalin měl v oblibě hru Dny Turbinových, napsanou podle Bílé gardy. To Bulgakovovi nejspíše zachránilo život v roce 1937, kdy všichni spisovatelé, kteří nepodporovali stalinskou diktaturu, např. Osip Mandelštam, byli uvězněni nebo zabiti. Bulgakov nikdy nepodporoval režim a v některých svých dílech, např. v Psím srdci nebo Útěku, se mu vysmíval.
V roce 1929 byly všechny jeho práce včetně Bílé gardy zakázány; Bulgakov nemohl publikovat a Stalin odmítl jeho žádost o emigraci. V průběhu 30. let pracoval na svém nejkomplexnějším díle Mistr a Markétka (Мастер и Маргарита), publikovaném až třicet let po autorově smrti, v roce 1967. Kniha byla původně dostupná pouze v rámci undergroundu jako samizdat, po mnoha letech pak vyšla cenzurovaná verze jako seriál v časopise Moskva.
Mistr a Markétka je spolu s Doktorem Živagem považován za nejlepší ruský román 20. století a nejlepší sovětský román.[zdroj?] V románu se objevilo několik frází, které se staly běžnou součástí jazyka v postsovětském Rusku, například „Rukopisy nehoří“ („Рукописи не горят“). Spálený rukopis je významnou součástí příběhu Mistra a Markétky, a Bulgakov skutečně musel tento román napsat znovu zpaměti, poté kdy sám spálil jediný rukopis.
Mnoho spisovatelů a hudebníků uvedlo Mistra a Markétku jako inspiraci pro svá díla. Např. Satanské verše Salmana Rushdieho jsou viditelně ovlivněny tímto dílem. Rolling Stones uvedli, že román měl klíčový význam pro jejich píseň Sympathy for the Devil. Kapelu Pearl Jam ovlivnila konfrontace Ješuy Ha-Nocri (Ježíše) s Pilátem Pontským při psaní textu písně Pilate (1998). Píseň Love and Destroy skupiny Franz Ferdinand je napsaná podle scény, kde Markétka letí přes Moskvu během Valpuržiny noci.

## Posmrtné připomínky
- Muzeum Michaila Bulgakova je v Kyjevě, v domě, kde autor žil a kde se odehrává román Bílá garda
- Pomník Michaila Bulgakova je též v Kyjevě, v sousedství muzea
- Další muzeum Michaila Bulgakova je v Moskvě